# 333 f.Kr.

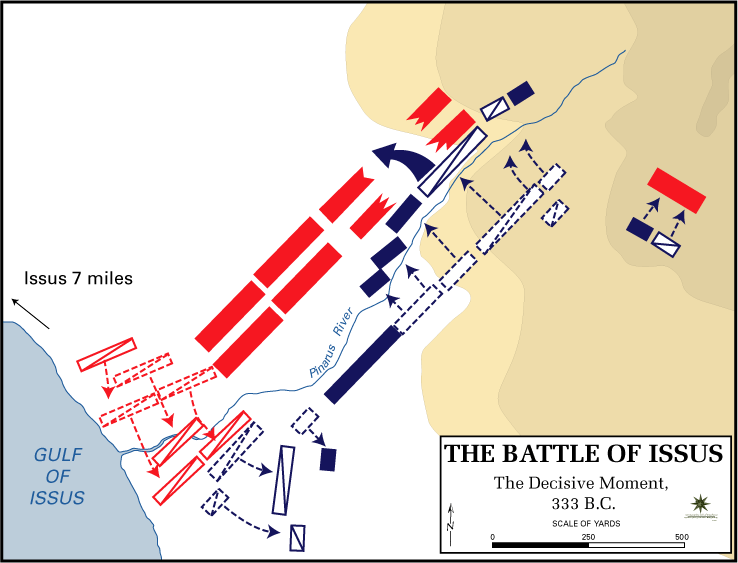
Slaget vid Issos

## Händelser

### Efter plats

#### Makedonien
- Kung Alexander av Makedonien erövrar västra Mindre Asien, varvid han kuvar bergsstammarna i Lykien och Pisidien.
- Kung Dareios III av Persiska riket avrättar Karidemos, en grekisk legohärförare, som lever i exil i Persiska riket, för att han kritiserar Dareios för hans förberedelser inför slaget vid Issos.
- Alexander vinner en stor seger över perserna i slaget vid Issos i Kilikien, men den persiske kungen Dareios III flyr. Dareios lämnar dock sin hustru Stateira II, sina två döttrar Stateira III och Drypetis, sin brorsdotter Parysatis II, sin mor Sisygambis och mycket av sina personliga skatter efter sig. Hans familj tillfångatas av Alexander och behandlas väl.
- Alexander gör en av sina officerare, Nearchos, till satrap över de nyligen erövrade Lykien och Pamfylien i Anatolien och han utnämner sin general Antigonos, till satrap över Frygien.
- Från Issos marscherar Alexander söderut in i Syrien och Fenicien, då hans mål är att avskära den persiska flottan från sina baser, för att därmed kunna krossa den som stridskraft. De feniciska städerna Marathos och Arados sätter sig inte emot Alexanders arméer, så Parmenion skickas i förväg för att försöka säkra Damaskus och dess rika byte, inklusive Dareios krigskassa.
- Efter att ha erövrat Byblos och Sidon börjar Alexander belägra Tyros.
- På ett brev från Dareios, där denne erbjuder fred, svarar Alexander med att kräva Dareios ovillkorliga kapitulation.

## Födda
- Zenon från Kition, grekisk filosof, stoicismens fader (död 264 f.Kr.)

## Avlidna
- Memnon av Rhodos, grekisk legohärförare i persisk tjänst (född 380 f.Kr.)
- Karidemos, grekisk legohärförare i persisk tjänst (avrättad)